# Liza dumerili
Liza dumerili är en fiskart som först beskrevs av Steindachner, 1870.  Liza dumerili ingår i släktet Liza och familjen multfiskar. Inga underarter finns listade i Catalogue of Life.